# Gaurax strobilum
Gaurax strobilum är en tvåvingeart som beskrevs av Karps 1981. Gaurax strobilum ingår i släktet Gaurax och familjen fritflugor.
Artens utbredningsområde är Lettland. Arten har ej påträffats i Sverige. Inga underarter finns listade i Catalogue of Life.